# Fissidens hillianus
Fissidens hillianus är en bladmossart som beskrevs av H. A. Miller och D. R. Smith. Fissidens hillianus ingår i släktet fickmossor, och familjen Fissidentaceae. Inga underarter finns listade i Catalogue of Life.